# Мортимер, Джон Гамильтон

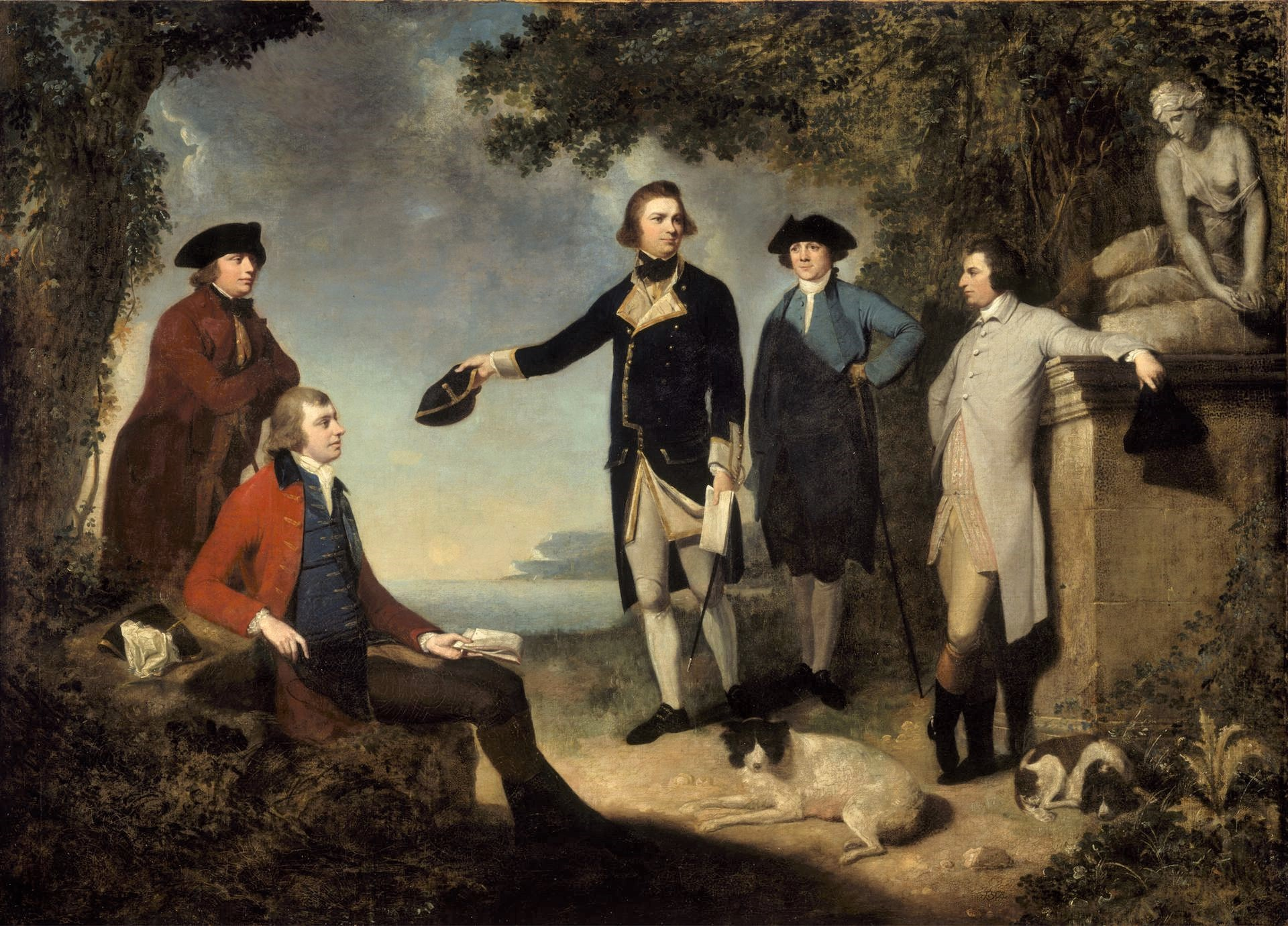
На картине Дж. Мортимера (1771) Даниэль Соландер (крайний слева), Джозеф Бэнкс (слева, сидит), Джон Хоксуорт и лорд Сэндвич (крайний справа) во время отчёта Джеймса Кука (в центре) о путешествии в Австралию

Джон Гамильтон Мортимер (англ.  John Hamilton Mortimer; 17 сентября 1740, Истборн — 4 февраля 1779, Лондон) — английский художник и график, принадлежавший к неоклассическому направлению в живописи.

## Жизнь и творчество
Родился в семье офицера береговой стражи. Художественное образование получил в Академии герцога Ричмонда, куда поступил в 1757 году. Во время учёбы познакомился с другим, впоследствии известным английским живописцем, Джозефом Райтом, дружбу с которым поддерживал всю свою жизнь. Также был близок с художником, писателем и графиком Сэмюэлем Ирландом, с которым сотрудничал в мастерстве гравюры. В Академии Святого Мартина его сокурсниками были Томас Джонс и Уильям Парс. Мортимер также учился у Чиприани, Роберта Эджа Пайна и сэра Джошуа Рейнольдса.
В начальный период творчества создал многочисленные пейзажи и романтические серии картин об Италии. Он начал выставлять свои работы на регулярной основе в начале 1760-х годов, став активным членом Общества художников. Он стал президентом общества в 1774 году. В 1770-е годы писал полотна в стиле Сальватора Розы. Хорас Уолпол, известный английский государственный деятель и писатель, даже называл Мортимера «имитатором Сальватора Роза». Мортимер был автором произведений исторической живописи, а также посвящённых судебной системе, борьбе с насилием и криминалом (например, полотно Sir Arthegal, the Knight of Justice, with Talus, the Iron Man).